# Liste der Monuments historiques in Chenay (Marne)
Die Liste der Monuments historiques in Chenay führt die Monuments historiques in der französischen Gemeinde Chenay auf.

## Liste der Objekte
| Bezeichnung                           | Beschreibung                                                           | Standort                        | Kennzeichnung | Schutzstatus    | Datum  | Bild |
| ------------------------------------- | ---------------------------------------------------------------------- | ------------------------------- | ------------- | --------------- | ------ | ---- |
| Gemälde Heilige Familie               | Ölfarbe auf Leinwand, Holzrahmen, 1816, Jacques Wilbault zugeschrieben | in der Kirche St-Nicolas (Lage) | PM51001487    | Classé gelöscht | ? 1959 |      |
| Skulptur Maria Immaculata             | Holz, vergoldet, 18. Jahrhundert                                       | in der Kirche St-Nicolas (Lage) | PM51001876    | Inscrit         | 1989   |      |
| Gemälde Geburt Mariens                | Ölfarbe auf Leinwand, Holzrahmen, 1816, Jacques Wilbault zugeschrieben | in der Kirche St-Nicolas (Lage) | PM51001486    | Classé gelöscht | ? 1959 |      |
| Skulptur Madonna mit Kind             | Stein, farbig gefasst, 15. Jahrhundert                                 | in der Kirche St-Nicolas (Lage) | PM51001874    | Inscrit         | 1989   |      |
| Skulpturengruppe Unterweisung Mariens | Stein, farbig gefasst, um 1600                                         | in der Kirche St-Nicolas (Lage) | PM51001875    | Inscrit         | 1989   |      |